# Gu Yue
Gu Yue (xinès tradicional: 古月, xinès simplificat: 古月, pinyin: Gǔ Yuè; Hubei, 26 de desembre de 1937 - Foshan, 2 de juliol de 2005), originalment anomenat Hu Shixue (xinès simplificat: 胡诗学), fou un actor xinés. Destacat per la seua semblança física amb Mao Zedong, amb qui també compartia data d'aniversari, va interpretar l'antic líder xinés 84 vegades des de 1978 fins a la seua mort. Va guanyar el guardó a Millor Actor als Premis Cent Flors de la Xina en dos ocasions, el 1990 i el 1993.
Ell i la seua dona, Zhang Yan, van tindre un fill.
El 2 de juliol de 2005, mentre es trobava al sud de la Xina, Gu va patir un atac de cor poc després de banyar-se en una sauna i va ser traslladat d'urgència a un hospital, on va ser declarat mort a les 23:09 h.